# Justa Canaviri
Justa Elena Canaviri Choque, conocida popularmente como La Justa, (La Paz, 13 de agosto de 1963) es una mujer aimara boliviana conocida por su franqueza al hablar sobre temas como la violencia de género, los derechos LGBT y los derechos de los indígenas. Canaviri cambió el rostro de la televisión boliviana cuando comenzó a transmitir su programa de cocina, uno de los primeros que presentó a una mujer indígena, con el característico traje de chola paceña, como protagonista. En 2014, fue premiada como una de las 100 Mujeres de la BBC.

## Trayectoria
Nació en 1963 en La Paz, hija de Filomena Choque y Ambrosio Canaviri. Fue la segunda de cuatro hijas y estudió en la Academia Tecnimod con un enfoque en costura y diseño. Estudió trabajo social y se formó en gastronomía boliviana de forma paralela, aprendiendo sobre comida y repostería nacional. Crio a tres hijos, Indira, Addis y José, trabajando como limpiadora de casas para mantenerlos.
En 1999, Canaviri conoció al guionista boliviano Guillermo Aguirre, que pensó que podría trabajar en televisión. La ayudó a conseguir trabajo como presentadora en un programa de televisión llamado La cancha, que mostraba productos a los consumidores. Después de que el programa acabara, fue presentadora en dos programas de corta duración, Sábado estelar y Fiebre de sábado con la canasta de La Justa. Debido a que no pudo encontrar trabajo televisivo adicional y le gustaba trabajar en este medio, escribió un programa llamado La Wislla de La Justa y comenzó a proponérselo a varias productoras independientes.
El canal de televisión RTP decidió producir el programa en 2002, centrado en la comida, pero con discusiones sobre temas políticos y sociales, así como la presentación de tradiciones culturales. En tres meses, el programa se había convertido en un éxito y empezó a pensar en producirlo de forma independiente. Después de diez meses, se fue a trabajar a la P.A.T. Network y el programa pasó a llamarse La Justa, donde permaneció durante los siguientes tres años.
Canaviri fue una creadora de tendencias. Antes de su aparición, la televisión en Bolivia estaba dominada por personas de ascendencia europea. Orgullosa de su herencia, Canaviri quería que su programa mostrara quién era ella realmente. Llevaba el cabello recogido en trenzas, rematado con el bombín típico de las cholas, y las tradicionales polleras de múltiples pliegues. En 2006, Canaviri trasladó su programa a Bolivia TV, donde continuó presentando recetas y conversaciones dinámicas. En 2013, cuando sintió que Bolivia TV quería una imagen más joven y trataba de censurar sus discusiones, Canaviri amplió sus opciones y comenzó a transmitir su programa en Virgen de Copacabana TV en El Alto, convirtiéndose en la primera presentadora en transmitir un programa en dos canales separados.
Canaviri rompió con los conceptos de belleza y estereotipos asociados a las mujeres indígenas, convirtiéndose en "la chef más famosa de la televisión boliviana". Discutió temas como el peso, el abuso y la violencia contra las mujeres, la discriminación contra los pueblos indígenas y sus derechos, y las cuestiones LGBT en Bolivia. 

## Reconocimientos
En 2014, la BBC la consideró a Canaviri como una de las 100 Mujeres más inspiradoras del año. Ese mismo año, fue seleccionada por la empresa de artículos de higiene Kimberly-Clark Bolivia como una de las modelos femeninas en sus años dorados que representaría su marca de productos Poise. Se ha convertido en una de las mujeres más influyentes de Bolivia tanto como chef como por su participación en talleres para mujeres en Argentina, Brasil, Chile, Panamá, Perú y Estados Unidos.